# Fontanafredda (Roccamonfina)
Fontanafredda (CE) è una frazione di Roccamonfina in provincia di Caserta, di circa 300 abitanti. È situata a 612 m s.l.m.

## Luoghi d'interesse
A qualche chilometro dalla frazione, presso la sommità del monte La Frascara, è presente il sito archeologico dell'Orto della Regina, risalente all'epoca preromana.

## Infrastrutture e trasporti

### Strade
La frazione è raggiungibile dalla Strada provinciale 14 Sessa Aurunca-Mignano Monte Lungo.